# Asienspiele 2022/Segeln
Bei den Asienspielen 2022 wurden vom 21. bis 27. September 2023 insgesamt 14 Wettbewerbe im Segeln ausgetragen, davon je sechs bei den Männern und bei den Frauen sowie zwei gemischte Wettbewerbe. Austragungsort war das Ningbo Xiangshan Sailing Centre in Ningbo.

## Bilanz

### Medaillenspiegel
| Platz  | Land     | Gold | Silber | Bronze | Gesamt |
| ------ | -------- | ---- | ------ | ------ | ------ |
| 1      | China    | 6    | 2      | —      | 8      |
| 2      | Thailand | 3    | 2      | 2      | 7      |
| 3      | Singapur | 2    | 2      | 3      | 7      |
| 4      | Südkorea | 1    | 2      | 2      | 5      |
| 5      | Japan    | 1    | 1      | 1      | 3      |
| 6      | Malaysia | 1    | —      | 2      | 3      |
| 7      | Hongkong | —    | 3      | 2      | 5      |
| 8      | Indien   | —    | 1      | 2      | 3      |
| 9      | Oman     | —    | 1      | —      | 1      |
| Gesamt | Gesamt   | 14   | 14     | 14     | 42     |

### Medaillengewinner
Männer
| Disziplin         | Gold                 | Silber                        | Bronze                        |
| ----------------- | -------------------- | ----------------------------- | ----------------------------- |
| Windsurfen iQFoil | Bi Kun               | Lee Tae-hoon                  | Cheng Ching Yin               |
| Formula Kite      | Maximilian Maeder    | Zhang Haoran                  | Joseph Weston                 |
| ILCA7             | Ryan Lo              | Ha Jee-min                    | Vishnu Saravanan              |
| 49er              | Liu Tian Wen Zaiding | Musab Al-Hadi Waleed Al-Kendi | Akira Sakai Russell Aylsworth |
| Windsurfen RS:X   | Cho Won-woo          | Natthaphong Phonoppharat      | Eabad Ali                     |
| ILCA4             | Weka Bhanubandh      | Isaac Goh                     | Muhammad Asnawi Iqbal         |

Frauen
| Disziplin         | Gold                      | Silber                       | Bronze                   |
| ----------------- | ------------------------- | ---------------------------- | ------------------------ |
| Windsurfen iQFoil | Huang Xianting            | Ma Kwan Ching                | Aticha Homraruen         |
| Formula Kite      | Chen Jingyue              | Benyapa Jantawan             | Lee Young-eun            |
| ILCA6             | Nur Shazrin Mohamad Latif | Stephanie Norton             | Victoria Chan            |
| 49erFX            | Shan Mengyuan Hu Xiaoyu   | Tanaka Misaki Nagamatsu Sera | Kimberly Lim Cecilia Low |
| Windsurfen RS:X   | Siripon Kaewduang Ngam    | Ngai Wai Yan                 | Tengku Nuraini           |
| ILCA4             | Noppassorn Khunboonjan    | Neha Thakur                  | Keira Marie Carlyle      |

Mixed
| Disziplin | Gold                      | Silber                  | Bronze                               |
| --------- | ------------------------- | ----------------------- | ------------------------------------ |
| 470er     | Keiju Okada Miho Yoshioka | Wang Jingsha Dong Wenju | Kim Jia Cho Sung-min                 |
| Nacra 17  | Zhao Huancheng Wang Saibo | Justin Liu Denise Lim   | Iitsuka Shibuki Nishida Capigla Oura |